# Kreuz Rostock
Kreuz Rostock is een knooppunt in de Duitse deelstaat Mecklenburg-Voor-Pommeren.
Op dit klaverbladknooppunt ten zuidoosten van de stad Rostock kruist de A19 Rostock-Wittstock/Dosse de A20 Lübeck-Kreuz Uckermark.

## Geografie
Het knooppunt ligt in de gemeente Dummerstorf in het Landkreis Rostock.
Nabijgelegen wijken zijn Hohen Schwarfs, Waldeck, Kavelstorf en Dummerstorf-(Ort).
Het knooppunt ligt ongeveer 8 km ten zuidoosten van Rostock, ongeveer 50 km ten oosten van Wismar en ongeveer 80 km ten westen van Greifswald.

## Configuratie
Rijstrook
Nabij het knooppunt hebben beide snelwegen 2x2 rijstroken.
De verbindingsweg Rostock-Lübeck heeft twee rijstroken, alle andere verbindingswegen hebben één rijstrook.
Knooppunt
Het is een klaverbladknooppunt met rangeerbanen langs beide snelwegen.
Bijzonderheden
Met name in de zomervakantie is het druk rond het knooppunt, vanwege al het verkeer dat vanuit Hamburg en Berlijn via de haven van Rostock naar Zweden, Finland, Estland of Letland wil.

## Verkeersintensiteiten
Dagelijks passeren ongeveer 52.000 voertuigen het knooppunt.
| Van                        | Naar                  | Gemiddeld aantal voertuigen per dag | Percentage vravhtverkeer |
| -------------------------- | --------------------- | ----------------------------------- | ------------------------ |
| AS Kessin (A 19)           | AK Rostock            | 27.400                              | 10,5 %                   |
| AK Rostock                 | AS Kavelstorf (A 19)  | 24.900                              | 10,1 %                   |
| AS Rostock-Südstadt (A 20) | AK Rostock            | 28.500                              | 9,3 %                    |
| AK Rostock                 | AS Dummerstorf (A 20) | 23.700                              | 8,3 %                    |

## Richtingen knooppunt
| Aansluitende wegen                       | Aansluitende wegen                      | Aansluitende wegen                                                            | Aansluitende wegen | Aansluitende wegen |
| ---------------------------------------- | --------------------------------------- | ----------------------------------------------------------------------------- | ------------------ | ------------------ |
|                                          |                                         | richting Kessin Rostock-Ost / -Überseehafen (B105) -Warnemünde (Warnowtunnel) |                    |                    |
|                                          |                                         |                                                                               |                    |                    |
| richting Rostock-West / -Südstadt Lübeck | richting Stralsund / Szczecin (Stettin) |                                                                               |                    |                    |
|                                          |                                         |                                                                               |                    |                    |
|                                          |                                         | richting Kavelstorf / Berlijn                                                 |                    |                    |